# Lego Serious Play

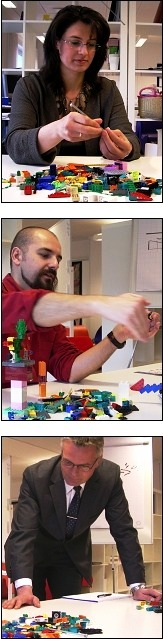
Juego serio de Lego en acción

Lego Serious Play es una metodología de facilitación desarrollada por The Lego Group. Desde 2010 se encuentra disponible bajo un modelo de código abierto . basado en la comunidad. Su objetivo es mejorar el pensamiento creativo y la comunicación. Las personas construyen con bloques Lego modelos tridimensionales de sus ideas y cuentan historias sobre sus modelos. De ahí el nombre de " juego serio ".

## Orígenes
Johan Roos y Bart Victor crearon el concepto y el proceso "Serious Play" a mediados de 1990, como una forma en la cual los gerentes pudieran describir, crear y desafiar sus puntos de vista sobre su negocio. El Dr. Roos es ahora Director Académico en Hult International Business School y el Dr. Bart Victor es Profesor Cal Turner de Liderazgo Moral en la Universidad de Vanderbilt. Crearon Serious Play mientras ambos eran profesores en IMD en Suiza.
La base conceptual de la metodología Lego Serious Play combina ideas del constructivismo (Piaget 1951), el construccionismo (Harel y Papert 1991), la teoría del sistema adaptativo complejo (Holland 1995) y la epistemología corporativa autopoiética (von Krogh y Roos 1994; 1995) aplicada al contexto de la gestión. y organizaciones También se basa en la investigación-acción.
La base empírica del concepto de Serious Play surge de los experimentos de Roos y Victor con equipos de liderazgo en Tetra Pak, Hydro Aluminium y TFL y durante un programa IMD para 300 líderes en Lego Group. Presentaron sus primeras ideas en un breve artículo publicado por IMD en 1998 titulado "En busca de estrategias originales: ¿Qué tal un juego serio?" y en el artículo de 1999 "Towards a New Model of Strategy-making as Serious Play" publicado por European Management Journal. En 2004, la revista Long-Range Planning publicó su artículo "Playing Seriously with Strategy" (con Matt Statler), que sirve como base para el concepto LEGO Serious Play.

## Del experimento al producto de código abierto
El desarrollo de la línea de productos LEGO Serious Play  involucró varios equipos y más de 20 iteraciones. El trabajo en LEGO Company comenzó con el propietario, el Sr. Kjeld Kirk Kristiansen . Inicialmente dudó, pero cuando se le presentaron los primeros hallazgos, se convenció de que las ideas de Roos y Victor tenían valor comercial y decidió alentar y patrocinar una aplicación comercial bajo los auspicios de LEGO Company. Como el método se desarrolló en sesiones en tiempo real con varias empresas, los resultados fueron sólidos y reproducibles.
En 1999, LEGO Group presentó una solicitud para proteger la marca comercial Serious Play. Si bien la metodología es actualmente de código abierto, su marca registrada  está protegida por LEGO Group. La marca comercial se aplica a la línea de productos LEGO con kits exclusivos de Lego Serious Play.
En 2001, la subsidiaria de LEGO Company llamada Executive Discovery presentó una solicitud para patentar la metodología y la línea de productos materiales. Más tarde, en 2006, Executive Discovery volvió a presentar la solicitud de patente. Sin embargo, la oficina de patentes de EE. UU. nunca emitió la patente oficial porque en 2008 el solicitante abandonó la solicitud.
En 2010, el grupo LEGO liberó la metodología para que fuera de código abierto y lanzó la metodología LEGO Serious Play bajo licencias Creative Commons. Las principales comunidades de LEGO Serious Play son: Association of Master Trainers, LSPConnect, Serious Play Pro, Global Federation of LSP Master Trainers.
En 2019, Playmobil lanzó un producto para competir contra Serious Play, denominado Playmobil Pro que utiliza un conjunto similar de figuritas de plástico y juguetes para contar historias.

## El esfuerzo de investigación
En 2000, el esfuerzo de investigación sistemática sobre la metodología LEGO Serious Play comenzó por primera vez en el think tank Imagination Lab Foundation con sede en Suiza. La principal tarea del Imagination Lab fue investigar el uso del método para el desarrollo de estrategias en las organizaciones. Su equipo de investigadores escribió 3 libros, 74 documentos de trabajo e investigación y 12 artículos breves. Imagination Lab dejó de existir en 2004 y creó el European Academy of Management iLab Foundation Award.
Desde 2004, David Gauntlett ha publicado varios libros sobre  LEGO Serious Play en estudios de medios. Este enfoque hace uso de la metáfora e invita a los participantes a construir modelos metafóricos de sus identidades. Se afirma que el proceso de hacer algo y luego reflexionar sobre ello brinda una visión más matizada de los sentimientos o experiencias de los participantes.
Desde 2007, Louise Møller Haase  de la Universidad de Aalborg, publicó su disertación, libros y artículos posteriores sobre conceptos experienciales personales y compartidos, desarrollo de productos y enfoques de creación de prototipos centrados en proyectos de investigación LEGO Serious Play en TC Electronic, The Red Cross, Daimler AG y Copenhagen Living Lab.
En 2009, el método LEGO Serious Play se desarrolló  para su uso en las escuelas. Los docentes están capacitados para utilizarlo con alumnos a partir de los seis años. El método también ha sido adaptado para su uso en la educación superior como una herramienta para la enseñanza y el aprendizaje, la investigación y la ideación (Nolan 2009). Posteriormente, IJMAR ha publicado un número especial sobre las aplicaciones Lego Serious Play.
En 2011, Loizos Heracleous de Warwick Business School y Claus D. Jacobs de la Universidad de St. Gallen terminaron su proyecto de investigación sobre metáforas encarnadas, que se basó en la investigación de acción LEGO Serious Play en BASF y UNICEF.
El laboratorio webatelier.net de la Università della Svizzera italiana (Universidad de Lugano, Suiza) ha desarrollado aún más la metodología, lanzando en 2011 URL losRequisitos del usuario con LEGO,  bajo la licencia Creative Commons .
Desde 2014, Alison James de la Universidad de Winchester y su equipo de investigación han trabajado el uso de LEGO Serious Play en varias instituciones educativas terciarias.
En 2025, la aplicación de la metodología LEGO® Serious Play® sigue evolucionando más allá del ámbito académico. Facilitadores certificados imparten actualmente sesiones en entornos empresariales, utilizando este enfoque para fomentar la creatividad, la resolución de conflictos, la cohesión de equipos y la gestión eficaz de grupos de trabajo. Estas sesiones combinan el pensamiento visual, la narración y la construcción colaborativa como herramientas estratégicas para el desarrollo organizacional. Facilitador lego serious play

## Crítica
Los facilitadores de LEGO Serious Play tienen intereses comerciales para promover el uso del método. Por lo tanto, la mayoría de los estudios de casos disponibles se centran en historias de éxito. Ningún estudio comparativo con grupos de control ha medido el efecto y la utilidad de la metodología LEGO Serious Play en comparación con los talleres convencionales.
Algunos autores son críticos con la metodología LEGO Serious Play. El periodista Dan Lyons ha sugerido que LEGO Serious Play es simplemente una terapia con juguetes, que es inútil, a la par de la psicología de la Nueva Era . Él sugiere: "Los talleres de Lego son solo un ejemplo de las tonterías que se están infiltrando en el lugar de trabajo. . . . El problema no es solo que estos ejercicios sean inútiles y tontos. Para mucha gente, esto puede ser realmente estresante. Para los trabajadores mayores, digamos, personas mayores de 50 años, estos talleres agravan el temor que ya tienen de ser expulsados de sus trabajos. Pero los trabajadores más jóvenes también los odian.

## Publicaciones
- Beltrami G., 2017, LEGO SERIOUS PLAY: pensare con le mani, Franco Angeli
- Blair, S, 2020, 'Mastering the LEGO Serious Play Method: 44 Facilitation Techniques for Trained Lego Serious Play Facilitators.' ProMeet, London (ISBN 978-0-9956647-8-4)
- Blair, S, 2020, 'How to Facilitate the LEGO Serious Play Method Online.’ ProMeet, London (ISBN 978-0-9956647-5-3)
- Blair, S., Rillo M, 2016, 'Serious Work: How to Facilitate Lego Serious Play Meetings and Workshops.' ProMeet, London (ISBN 978-0995664708).
- Bürgi, P., and J. Roos, 2003, 'Images of Strategy,' European Management Journal, 2003, 21(1): 69–78.
- Bürgi, P., and Jacobs, C., and J. Roos, 2005, 'From Metaphor to Practice in the Crafting of Strategy,' Journal of Management Inquiry, 14(1): 78–94.
- Frick, E., S. Tardini, and L. Cantoni, 2014, 'LEGO SERIOUS PLAY applications to enhance creativity in participatory design'. In Fredricka K. Reisman (ed.), Creativity in Business. Research Papers on Knowledge, Innovation and Enterprise, Volume II, KIE Conference Book Series, pp. 200–210. Available at: http://www.kiecon.org/Creativity%20in%20Business%202014.pdf.
- Frick, E., S. Tardini, and L. Cantoni, 2013, 'White Paper on LEGO SERIOUS PLAY. A state of the art of its application in Europe.' Available at: https://web.archive.org/web/20160910132125/http://s-play.eu/en/news/70-s-play-white-paper-published.
- Gauntlett, D. 2005, 'Creative Explorations: New approaches to identities and audiences' London: Routledge.
- Grey. F., and J. Roos, 2005, 'Playing Seriously with Strategy,' Physics World, 18(2): 18–19.
- Harel, I. and Papert, S. 1991, eds. Constructionism, Ablex Publishing Corporation, Piaget, Norwood, NJ.
- Harn, P. L., Hsiao, C.C. （2018）. A Preliminary Study on LEGO®-Based Workplace Stress Reduction with Six Bricks and LEGO® SERIOUS PLAY® in Taiwan. World Journal of Research and Review, 6（1）,64-67.
- Harn, P. L.( 2017). A Preliminary Study of the Empowerment Effects of Strength-Based LEGO® SERIOUS PLAY® on Two Taiwanese Adult Survivors by Earlier Domestic Violence. Psychological Studies, 62(2):142–151.
- Heracleous, L. and Jacobs, C.D., 2012, Crafting Strategy: Embodied Metaphors in Practice. Cambridge University Press (ISBN 978-1107411692)
- Holland, J., 1995, Hidden order: How adaptation builds complexity. Reading, MA: Addison-Wesley.
- James, A. and Brookfield, J. D., 2014, Engaging Imagination: Helping Students Become Creative and Reflective Thinkers. Jossey-Bass.
- James, A. and Nerantzi, C., 2019, The Power of Play in Higher Education. Creativity in Tertiary Learning. Palgrave McMillan.
- Kristiansen, P., and R. Rasmussen, 2014, Building a better business using the LEGO SERIOUS PLAY method. Hoboken, NJ: Wiley.
- Lissack, M., and J. Roos, 1999, The Next Common Sense: Mastering Corporate Complexity through Coherence, Nicholas Brealey Publishing, London (ISBN 1 85788 240-7). Translated into Japanese (2001) and Estonian (2002).
- McCusker, S. (2014) 'Lego, seriously: Thinking through building.' Intl. J. Knowledge, Innovation and Entrepreneurship 2 (1), 27-37
- McCusker,S. Clifford-swan, J.(2018) 'The Use of Metaphors With LEGO® SERIOUS PLAY ® For Harmony and Innovation' International Journal of Management and Applied Research 5 (4), 174-192
- McCusker, S. (2019) 'Everybody's monkey is important: LEGO® Serious Play® as a methodology for enabling equality of voice within diverse groups' International Journal of Research & Method in Education, 1-17
- Nielsen, L. M., 2010, Personal- and shared experiential concepts. Aalborg University.
- Nolan, S., (2009). 'Physical Metaphorical Modelling with Lego as a Technology for Collaborative Personalised Learning'. In: O'Donoghue, J, (ed). Technology-supported Environments for Personalized Learning: Methods and Case Studies. (Premier Reference Source).
- Oliver, D., and J. Roos, 2007, 'Constructing Organizational Identity,' British Journal of Management, 18(4): 342–358.
- Oliver, D. and J. Roos, 2005, 'Decision Making in High Velocity Environments: The Importance of Guiding Principles,' Organization Studies, 26(6): 889–913.
- Oliver, D., and J. Roos, 2000, Striking a Balance: Complexity and Knowledge Landscapes, McGraw-Hill, Maidenhead (ISBN 0 07709 556-1).
- Piaget, J, 1951, The Child's Conception of the World, Routledge, London.
- Roos, J., 2006, Thinking From Within: A Hands-On Strategy Practice, Palgrave Macmillan, Basingstoke (ISBN 1-4039-8670-3).
- Roos, J., and R. Said, 2005, 'Generating Managerial Commitment and Responsibility,' European Management Review, 2: 48 - 58.
- Roos, J, Victor, B., and M. Statler, 2004, 'Playing Seriously with Strategy,' Long-Range Planning, 37(6): 549–568.
- Roos, J., 2004, 'Sparking Strategic Imagination,' Sloan Management Review, 2004, 46(1): 96.
- Roos, J., and B. Victor, 1999, Towards a Model of Strategy Making as Serious Play,' European Management Journal, 17(4): 348–355.
- Roos, J., and D. Oliver, 1999, 'From Fitness Landscapes to Knowledge Landscapes', Systemic Practice and Action Research, 12(3): 279–293.
- Roos, J., and B. Victor, 'In Search Of Original Strategies: How About Some Serious Play?' IMD Perspectives for Managers, 1998, (26) 15.
- von Krogh, G., and J. Roos, 1995, Organizational Epistemology, Macmillan, Oxford (ISBN 0-312-12498-8).
- Roos, J., 'Transformative Management Education,' 2008, in Teaching and Learning at Business Schools: Transforming the Delivery of Business Education, Bild, M., Mårtensson, P. and K. Nilsson (eds.), Gower: 63–76.
- von Krogh, G., Roos, J., and K. Slocum, 1994, 'An Essay on Corporate Epistemology', Strategic Management Journal, Special Issue on 'Rethinking Strategy - The Search for New Strategy Paradigms', 15: 53–71.
- Statler, M., Roos, J., and B. Victor, 2009, 'Ain't Misbehavin': Taking Play Seriously in Organizations,' Journal of Change Management, 9(1): 87-107.
- Statler, J., Jacobs, J. and J. Roos, 2008, 'Performing Strategy: Analogical Reasoning as Strategic Practice', Scandinavian Journal of Management, 24: 133–144
- Wengel, Y., McIntosh, A. J., & Cockburn-Wootten, C., 2016, Constructing tourism realities through LEGO® SERIOUS PLAY®. Annals of Tourism Research, 56, 161–163. https://doi.org/10.1016/j.annals.2015.11.012

## enlaces externos
- Sitio web oficial

- Datos: Q1812979